# Onthophagus asimilis
Onthophagus asimilis là một loài bọ cánh cứng trong họ Bọ hung (Scarabaeidae).